# Pan-Amerikaans kampioenschap handbal vrouwen 2015
Het Pan-Amerikaans kampioenschap handbal vrouwen 2015 was de dertiende editie van dit toernooi, dat ditmaal werd gehouden in de Cubaanse hoofdstad Havana. Het begon op donderdag 21 mei en eindigde op donderdag 28 mei 2015. Winnaar Brazilië had zich als regerend wereldkampioen al geplaatst voor het Wereldkampioenschap van datzelfde jaar in Denemarken. Ook de nummers twee tot en met vier, respectievelijk Cuba, Argentinië en Puerto Rico, kwalificeerden zich rechtstreeks voor de mondiale titelstrijd.

## Voorronde

### Groep A

#### Wedstrijden
| 21 mei 2015 09:00 | Puerto Rico | 25 – 25 | Venezuela | Sala Polivalente, Havana |
| 21 mei 2015 09:00 | (13–10)     |         |           | Sala Polivalente, Havana |
| 21 mei 2015 09:00 |             |         |           | Sala Polivalente, Havana |

| 21 mei 2015 11:00 | Paraguay | 25 – 18 | Groenland | Sala Polivalente, Havana |
| 21 mei 2015 11:00 | (9–10)   |         |           | Sala Polivalente, Havana |
| 21 mei 2015 11:00 |          |         |           | Sala Polivalente, Havana |

| 21 mei 2015 13:00 | Brazilië | 28 – 14 | Verenigde Staten | Sala Polivalente, Havana |
| 21 mei 2015 13:00 | (12–9)   |         |                  | Sala Polivalente, Havana |
| 21 mei 2015 13:00 |          |         |                  | Sala Polivalente, Havana |

| 22 mei 2015 09:00 | Groenland | 26 – 26 | Venezuela | Sala Polivalente, Havana |
| 22 mei 2015 09:00 | (13–10)   |         |           | Sala Polivalente, Havana |
| 22 mei 2015 09:00 |           |         |           | Sala Polivalente, Havana |

| 22 mei 2015 11:00 | Paraguay | 25 – 24 | Verenigde Staten | Sala Polivalente, Havana |
| 22 mei 2015 11:00 | (11–12)  |         |                  | Sala Polivalente, Havana |
| 22 mei 2015 11:00 |          |         |                  | Sala Polivalente, Havana |

| 22 mei 2015 15:00 | Brazilië | 35 – 15 | Puerto Rico | Sala Polivalente, Havana |
| 22 mei 2015 15:00 | (16–7)   |         |             | Sala Polivalente, Havana |
| 22 mei 2015 15:00 |          |         |             | Sala Polivalente, Havana |

| 23 mei 2015 09:00 | Brazilië | 32 – 12 | Groenland | Sala Polivalente, Havana |
| 23 mei 2015 09:00 | (18–6)   |         |           | Sala Polivalente, Havana |
| 23 mei 2015 09:00 |          |         |           | Sala Polivalente, Havana |

| 23 mei 2015 11:00 | Paraguay | 31 – 26 | Venezuela | Sala Polivalente, Havana |
| 23 mei 2015 11:00 | (14–10)  |         |           | Sala Polivalente, Havana |
| 23 mei 2015 11:00 |          |         |           | Sala Polivalente, Havana |

| 23 mei 2015 13:00 | Puerto Rico | 23 – 20 | Verenigde Staten | Sala Polivalente, Havana |
| 23 mei 2015 13:00 | (9–8)       |         |                  | Sala Polivalente, Havana |
| 23 mei 2015 13:00 |             |         |                  | Sala Polivalente, Havana |

| 24 mei 2015 09:00 | Puerto Rico | 33 – 29 | Paraguay | Sala Polivalente, Havana |
| 24 mei 2015 09:00 | (13–14)     |         |          | Sala Polivalente, Havana |
| 24 mei 2015 09:00 |             |         |          | Sala Polivalente, Havana |

| 24 mei 2015 11:00 | Groenland | 28 – 22 | Verenigde Staten | Sala Polivalente, Havana |
| 24 mei 2015 11:00 | (14–14)   |         |                  | Sala Polivalente, Havana |
| 24 mei 2015 11:00 |           |         |                  | Sala Polivalente, Havana |

| 24 mei 2015 15:00 | Brazilië | 33 – 16 | Venezuela | Sala Polivalente, Havana |
| 24 mei 2015 15:00 | (16–8)   |         |           | Sala Polivalente, Havana |
| 24 mei 2015 15:00 |          |         |           | Sala Polivalente, Havana |

| 25 mei 2015 09:00 | Puerto Rico | 27 – 26 | Groenland | Sala Polivalente, Havana |
| 25 mei 2015 09:00 | (11–13)     |         |           | Sala Polivalente, Havana |
| 25 mei 2015 09:00 |             |         |           | Sala Polivalente, Havana |

| 25 mei 2015 11:00 | Verenigde Staten | 22 – 20 | Venezuela | Sala Polivalente, Havana |
| 25 mei 2015 11:00 | (8–10)           |         |           | Sala Polivalente, Havana |
| 25 mei 2015 11:00 |                  |         |           | Sala Polivalente, Havana |

| 25 mei 2015 13:00 | Brazilië | 28 – 22 | Paraguay | Sala Polivalente, Havana |
| 25 mei 2015 13:00 | (14–12)  |         |          | Sala Polivalente, Havana |
| 25 mei 2015 13:00 |          |         |          | Sala Polivalente, Havana |

#### Eindstand
| № | Land             | Wedstrijden | Wedstrijden | Wedstrijden | Wedstrijden | Doelpunten | Doelpunten | Doelpunten | Punten |
| - | ---------------- | ----------- | ----------- | ----------- | ----------- | ---------- | ---------- | ---------- | ------ |
| № | Land             | G           | W           | G           | V           | V          | T          | Saldo      | Punten |
| 1 | Brazilië         | 5           | 5           | 0           | 0           | 156        | 79         | +77        | 10     |
| 2 | Puerto Rico      | 5           | 3           | 1           | 1           | 123        | 135        | –12        | 7      |
| 3 | Paraguay         | 5           | 3           | 0           | 2           | 132        | 129        | +3         | 6      |
| 4 | Groenland        | 5           | 1           | 1           | 3           | 110        | 132        | –22        | 3      |
| 5 | Verenigde Staten | 5           | 1           | 0           | 4           | 102        | 124        | –22        | 2      |
| 6 | Venezuela        | 5           | 0           | 2           | 3           | 113        | 137        | –24        | 2      |

### Groep B

#### Wedstrijden
| 21 mei 2015 15:00 | Uruguay | 29 – 27 | Chili | Sala Polivalente, Havana |
| 21 mei 2015 15:00 | (13–13) |         |       | Sala Polivalente, Havana |
| 21 mei 2015 15:00 |         |         |       | Sala Polivalente, Havana |

| 21 mei 2015 18:30 | Cuba    | 24 – 23 | Argentinië | Sala Polivalente, Havana |
| 21 mei 2015 18:30 | (15–10) |         |            | Sala Polivalente, Havana |
| 21 mei 2015 18:30 |         |         |            | Sala Polivalente, Havana |

| 21 mei 2015 20:30 | Mexico | 35 – 15 | Guatemala | Sala Polivalente, Havana |
| 21 mei 2015 20:30 | (17–6) |         |           | Sala Polivalente, Havana |
| 21 mei 2015 20:30 |        |         |           | Sala Polivalente, Havana |

| 22 mei 2015 13:00 | Mexico  | 30 – 24 | Chili | Sala Polivalente, Havana |
| 22 mei 2015 13:00 | (15–11) |         |       | Sala Polivalente, Havana |
| 22 mei 2015 13:00 |         |         |       | Sala Polivalente, Havana |

| 22 mei 2015 17:00 | Argentinië | 48 – 6 | Guatemala | Sala Polivalente, Havana |
| 22 mei 2015 17:00 | (24–3)     |        |           | Sala Polivalente, Havana |
| 22 mei 2015 17:00 |            |        |           | Sala Polivalente, Havana |

| 22 mei 2015 19:00 | Cuba    | 44 – 19 | Uruguay | Sala Polivalente, Havana |
| 22 mei 2015 19:00 | (18–10) |         |         | Sala Polivalente, Havana |
| 22 mei 2015 19:00 |         |         |         | Sala Polivalente, Havana |

| 23 mei 2015 15:00 | Argentinië | 31 – 20 | Chili | Sala Polivalente, Havana |
| 23 mei 2015 15:00 | (16–8)     |         |       | Sala Polivalente, Havana |
| 23 mei 2015 15:00 |            |         |       | Sala Polivalente, Havana |

| 23 mei 2015 17:00 | Mexico  | 37 – 37 | Uruguay | Sala Polivalente, Havana |
| 23 mei 2015 17:00 | (16–20) |         |         | Sala Polivalente, Havana |
| 23 mei 2015 17:00 |         |         |         | Sala Polivalente, Havana |

| 23 mei 2015 19:00 | Cuba   | 47 – 12 | Guatemala | Sala Polivalente, Havana |
| 23 mei 2015 19:00 | (22–6) |         |           | Sala Polivalente, Havana |
| 23 mei 2015 19:00 |        |         |           | Sala Polivalente, Havana |

| 24 mei 2015 13:00 | Argentinië | 36 – 23 | Mexico | Sala Polivalente, Havana |
| 24 mei 2015 13:00 | (20–8)     |         |        | Sala Polivalente, Havana |
| 24 mei 2015 13:00 |            |         |        | Sala Polivalente, Havana |

| 24 mei 2015 17:00 | Uruguay | 42 – 14 | Guatemala | Sala Polivalente, Havana |
| 24 mei 2015 17:00 | (19–6)  |         |           | Sala Polivalente, Havana |
| 24 mei 2015 17:00 |         |         |           | Sala Polivalente, Havana |

| 24 mei 2015 19:00 | Cuba    | 40 – 26 | Chili | Sala Polivalente, Havana |
| 24 mei 2015 19:00 | (22–14) |         |       | Sala Polivalente, Havana |
| 24 mei 2015 19:00 |         |         |       | Sala Polivalente, Havana |

| 25 mei 2015 15:00 | Argentinië | 34 – 15 | Uruguay | Sala Polivalente, Havana |
| 25 mei 2015 15:00 | (15–7)     |         |         | Sala Polivalente, Havana |
| 25 mei 2015 15:00 |            |         |         | Sala Polivalente, Havana |

| 25 mei 2015 17:00 | Chili   | 36 – 19 | Guatemala | Sala Polivalente, Havana |
| 25 mei 2015 17:00 | (16–10) |         |           | Sala Polivalente, Havana |
| 25 mei 2015 17:00 |         |         |           | Sala Polivalente, Havana |

| 25 mei 2015 19:00 | Cuba    | 37 – 20 | Mexico | Sala Polivalente, Havana |
| 25 mei 2015 19:00 | (21–11) |         |        | Sala Polivalente, Havana |
| 25 mei 2015 19:00 |         |         |        | Sala Polivalente, Havana |

#### Eindstand
| № | Land       | Wedstrijden | Wedstrijden | Wedstrijden | Wedstrijden | Doelpunten | Doelpunten | Doelpunten | Punten |
| - | ---------- | ----------- | ----------- | ----------- | ----------- | ---------- | ---------- | ---------- | ------ |
| № | Land       | G           | W           | G           | V           | V          | T          | Saldo      | Punten |
| 1 | Cuba       | 5           | 5           | 0           | 0           | 192        | 100        | +92        | 10     |
| 2 | Argentinië | 5           | 4           | 0           | 1           | 172        | 88         | +84        | 8      |
| 3 | Mexico     | 5           | 2           | 1           | 2           | 145        | 149        | –4         | 5      |
| 4 | Uruguay    | 5           | 2           | 1           | 2           | 142        | 156        | –14        | 4      |
| 5 | Chili      | 5           | 1           | 0           | 4           | 133        | 149        | –16        | 2      |
| 6 | Guatemala  | 5           | 0           | 0           | 5           | 66         | 208        | –142       | 0      |

## Eindronde

### Plaatsingswedstrijden
| 27 mei 2015 09:00 | Verenigde Staten | 37 – 16 | Guatemala | Sala Polivalente, Havana |
| 27 mei 2015 09:00 | (18–9)           |         |           | Sala Polivalente, Havana |
| 27 mei 2015 09:00 |                  |         |           | Sala Polivalente, Havana |

| 27 mei 2015 11:00 | Chili   | 35 – 28 | Venezuela | Sala Polivalente, Havana |
| 27 mei 2015 11:00 | (14–15) |         |           | Sala Polivalente, Havana |
| 27 mei 2015 11:00 |         |         |           | Sala Polivalente, Havana |

| 27 mei 2015 13:00 | Paraguay | 23 – 28 | Uruguay | Sala Polivalente, Havana |
| 27 mei 2015 13:00 | (12–13)  |         |         | Sala Polivalente, Havana |
| 27 mei 2015 13:00 |          |         |         | Sala Polivalente, Havana |

| 27 mei 2015 17:00 | Groenland | 19 – 17 | Mexico | Sala Polivalente, Havana |
| 27 mei 2015 17:00 | (9–8)     |         |        | Sala Polivalente, Havana |
| 27 mei 2015 17:00 |           |         |        | Sala Polivalente, Havana |

### Halve finales
| 27 mei 2015 15:00 | Brazilië | 26 – 15 | Argentinië | Sala Polivalente, Havana |
| 27 mei 2015 15:00 | (16–5)   |         |            | Sala Polivalente, Havana |
| 27 mei 2015 15:00 |          |         |            | Sala Polivalente, Havana |

| 27 mei 2015 19:00 | Cuba    | 32 – 26 | Puerto Rico | Sala Polivalente, Havana |
| 27 mei 2015 19:00 | (19–13) |         |             | Sala Polivalente, Havana |
| 27 mei 2015 19:00 |         |         |             | Sala Polivalente, Havana |

### Om elfde plaats
| 28 mei 2015 09:00 | Venezuela | 32 – 19 | Guatemala | Sala Polivalente, Havana |
| 28 mei 2015 09:00 | (13–8)    |         |           | Sala Polivalente, Havana |
| 28 mei 2015 09:00 |           |         |           | Sala Polivalente, Havana |

### Om negende plaats
| 28 mei 2015 11:00 | Chili  | 28 – 22 | Verenigde Staten | Sala Polivalente, Havana |
| 28 mei 2015 11:00 | (11–6) |         |                  | Sala Polivalente, Havana |
| 28 mei 2015 11:00 |        |         |                  | Sala Polivalente, Havana |

### Om zevende plaats
| 28 mei 2015 13:00 | Paraguay | 30 – 24 | Mexico | Sala Polivalente, Havana |
| 28 mei 2015 13:00 | (15–12)  |         |        | Sala Polivalente, Havana |
| 28 mei 2015 13:00 |          |         |        | Sala Polivalente, Havana |

### Om vijfde plaats
| 28 mei 2015 17:00 | Uruguay | 27 – 21 | Groenland | Sala Polivalente, Havana |
| 28 mei 2015 17:00 | (11–12) |         |           | Sala Polivalente, Havana |
| 28 mei 2015 17:00 |         |         |           | Sala Polivalente, Havana |

### Troostfinale
| 28 mei 2015 15:00 | Argentinië | 33 – 16 | Puerto Rico | Sala Polivalente, Havana Toeschouwers: 400 Scheidsrechters: Reyes, Zuñiga (CUB) |
| 28 mei 2015 15:00 | (14–8)     |         |             | Sala Polivalente, Havana Toeschouwers: 400 Scheidsrechters: Reyes, Zuñiga (CUB) |
| 28 mei 2015 15:00 |            |         |             | Sala Polivalente, Havana Toeschouwers: 400 Scheidsrechters: Reyes, Zuñiga (CUB) |

### Finale
| 28 mei 2015 19:00 | Brazilië                | 26 – 22 | Cuba                 | Sala Polivalente, Havana Toeschouwers: 2.000 Scheidsrechters: Lenci, López (ARG) |
| 28 mei 2015 19:00 | Francielle da Rocha (6) | (13–11) | Lizandra Lusson (10) | Sala Polivalente, Havana Toeschouwers: 2.000 Scheidsrechters: Lenci, López (ARG) |
| 28 mei 2015 19:00 |                         |         |                      | Sala Polivalente, Havana Toeschouwers: 2.000 Scheidsrechters: Lenci, López (ARG) |

## Eindrangschikking
| Goud | Zilver | Brons | 4e plaats |
| Brazilië Jacqueline Santana Fabiana Diniz Samira Rocha Daniela Piedade Amanda Andrade Tamires Morena Lima Jessica Quintino Francielle da Rocha Larissa Araujo Jessica Oliveira Adriana Lima Jaqueline Anastacio Gabriela Constantino Victoria Macedo Celia Coppi Karoline Souza | CubaNiurkis Mora Milena Mesa Ayling Martinez Livia Veranes Raiza Beltran Roxana Marquez Lisandra Lusson Gleinys Reyes Yunisleidys Camejo Ismary Barrios Eyatne Rizo Eneleidys Guevara Lisandra Espinosa Yenma Ramirez Marines Rojas Niuris Ferrer | ArgentiniëMarisol Carratu Xoana Lacoi Lucia Haro Manuela Pizzo Luciana Salvado Rocio Campigli Amelia Belotti Luciana Mendoza Victoria Crivelli Antonella Gambino Valentina Kogan Valeria Bianchi Antonela Mena Natalia Vico Macarena Gandulfo Elke Karsten | Puerto RicoAdriana Cabrera Kitsa Escobar Nathaly Ceballo Sheila Hiraldo Jereny Espinal Joanne Vergara Natalie Cabello Fabiola Martinez Nicolette Pope Jailine Maldonado Sugelly Soto Ciris Garcia Lilianuska Natal Zuleika Fuentes Jerrelly Diaz |

| 5e plaats | 6e plaats | 7e plaats | 8e plaats |
| Uruguay Agustina Modernell Eliana Falco Soledad Faedo Martina Barreiro Alejandra Scarrone Camila Vazquez Camila Barreiro Leticia Schinca Alejandra Ferrari Viviana Ferrari Paula Fynn Rossina Soca Camila Bellbe Daniela Scarrone Paola Santos Viviana Baz | Groenland Karen Fleisher Aanaq Jensen Navarana Davidsen Anja Heilmann Sascha Kilime Najaaja Lyberth Panu Gronvold Nivi Berthelsenn Linda Madsen Aviaaja Helimann Naasunnguaq Tremel Kathrine Mikkelsen Arnanguaq Steenholdt Rina Lotentzen Lykke Frank Mia Rasmussen | Paraguay Maria Villalba Milena Insfran Sadi Roa Maria Sandoval Sabrina Fiore Fatima Sosa Carimy Aluan Marizza Faria Servin Nilsa Romero Gladys Brusquetti Leysa Beggan Liliana Perrota Analia Yaryes Kamila Rolon Giannina Gayoso Leticia Martinez | Mexico Iztel Aguierre Tania Navarro Guadalupe Saavedra Fernanda Rivera Violeta Yedra Estephania Romo Laura Morales Marlene Sosa Jessica Parra Nashelly Jaramillo Lucero Quesada Maria De Rocha Manuela Zavala Anali Favela Belen Aguierre Selene Sifuentes |

| 9e plaats | 10e plaats | 11e plaats | 12e plaats |
| Chili Gisele Ángel Nicole Llanos Francisca Zavala Carolina Verdejo Inga Feuchtmann Valeria Flores Andrea Cisterna Maria Musalen Alicia Torres Daniela Canessa Daniela Mino Antonella Piantini Maura Alvarez Pia Dominguez Belen Castañeda Maria Correa | Verenigde Staten Sophie Fasold Karoline Borg Sarah Gascon Zoe Lombard Kathleen Darling Julia Taylor Katianh Scherer Marilyn Elder Jennifer Fithian Jennifer Farrar Elizabeth Hartnett Ashley Van Ryn Desiree Nguyen Jence Rhoads Staci Self Tomuke Ebuwei | Venezuela Miriam Abdala Oriana Carbajal Susan Barinas Olga Rivas Frannelly Polanco Yamile Riera Jorgreidi Zavala Maikelly Cedeno Jaqueline Angulo Liliangel Rivero Hilda Barreno Marian Salcedo Yennifer Torrealba Paola Mata Nohely Gimenes Jorgraida Arrieta | Guatemala Johana Arevalo Barbara Pineda Cinthy Valdez Maria Del Preciado Magda Lopez Doris Palencia Lesly Gudiel Militza Lavarreda Adriana Sosa Jaqueline Veliz Yeni Barillas Miriam Melendez Luisa Herrera Silvia Rodriguez |